# Al-Duhail Sports Club

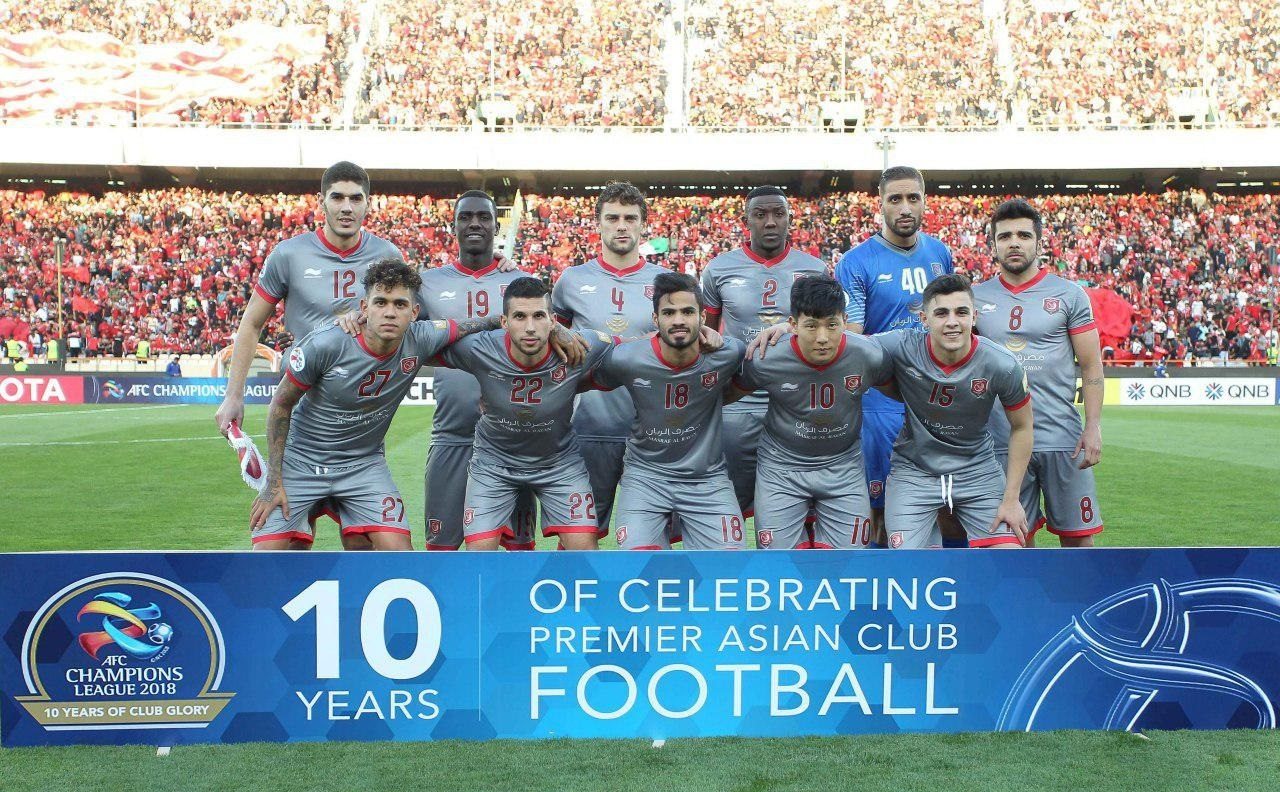
Al-Duhail SC en el 2018.

Al-Duhail Sports Club (en árabe: نادي لخويا الرياضي‎) es un club de fútbol de Catar que juega en la Qatar Stars League, la liga de fútbol más importante del país.
En abril de 2017, se anunció que el club se haría cargo del club El Jaish SC y se fusionarían para la siguiente temporada Stars League de Catar 2017-18, formando el club Al-Duhail Sports Club.

## Historia
Fue fundado en el año 1938 en la capital Doha como Al-Shorta Doha —club asociado a la policía de Doha—, nombre que usó hasta 2009, cuando lo cambió por el nombre que tiene actualmente, siendo el equipo con mejor financiación en Catar, cuyo propietario es el jeque Tamim bin Hamad Al Thani. Tras la reforma del club, ingresó en la 2.ª División de Catar. Quedó cuarto en la liga en su primer año antes de ganar la próxima temporada en 2010.
En la primera temporada del club en la Qatar Stars League, Lekhwiya terminó en lo más alto de la clasificación para ganar el título en la temporada 2010-11. Fue el primer título de Liga en la historia del club. También lograron llegar a la final de la Copa Sheikh Jassem 2010, antes de perder en la final ante Al-Arabi.
Su primer debut oficial en una competición continental se produjo el 7 de marzo de 2012, en la AFC Champions League. Ganaron su primer partido contra Al-Ahli de Arabia Saudita, con Nam Tae-Hee anotando el único gol y también anotando el primer gol para Lekhwiya en cualquier competencia regional. En la temporada 2011-12, Lekhwiya retuvo el título de liga cuando quedaban dos partidos por jugar.
Inauguraron un nuevo estadio Estadio Abdullah bin Khalifa, también conocido como Lekhwiya Sports Stadium, el 15 de febrero de 2013 en un partido contra Al Khor y ganaron su tercer título de liga en el primera temporada en el nuevo estadio.
En abril de 2017, el club anunció que se haría cargo de El Jaish SC y cambió el nombre del club a Al-Duhail SC. Al final de la temporada 2017-2018, el club se convirtió en el primer club en tener los tres títulos nacionales: la liga, la Copa de Catar y la Copa Emir.

## Palmarés
- Liga de fútbol de Catar: 8

2011, 2012, 2014, 2015, 2017, 2018, 2020, 2023
- Copa Emir de Catar: 4

2016, 2018, 2019, 2022
- Copa Príncipe de la Corona de Catar: 4

2013, 2015, 2018, 2023
- Supercopa de Catar: 2

2015, 2016
- Copa de las Estrellas de Catar: 2

2023, 2025
- Segunda División de Catar: 1

2010

## Participación en competiciones de la AFC

### Liga de Campeones de la AFC
| Ronda            | Club                 | Casa        | Visita      |
| 2012             | 2012                 | 2012        | 2012        |
| ---------------- | -------------------- | ----------- | ----------- |
| Fase de grupos   | Al-Ahli              | 1–0         | 0–3         |
| Fase de grupos   | Al-Nasr              | 1–2         | 1–2         |
| Fase de grupos   | Sepahan              | 1–0         | 1–2         |
| 2013             |                      |             |             |
| Fase de grupos   | Al-Shabab            | 2–1         | 1–3         |
| Fase de grupos   | Al-Ittifaq           | 0–0         | 2–0         |
| Fase de grupos   | Pakhtakor            | 3–1         | 2–0         |
| 2.ª ronda        | Al-Hilal             | 1–0         | 2–2         |
| Cuartos de final | Guangzhou Evergrande | 0–2         | 1–4         |
| 2014             |                      |             |             |
| Fase de grupos   | Al-Ain               | 1–2         | 0-5         |
| Fase de grupos   | Tractor Sazi         | 0–0         | 1–0         |
| Fase de grupos   | Al-Ittihad           | 2–0         | 1–3         |
| 2015             |                      |             |             |
| Fase de grupos   | Persépolis           | 3–0         | 0–3         |
| Fase de grupos   | Al-Nassr             | 1–1         | 3–1         |
| Fase de grupos   | Bunyodkor            | 1–0         | 1–0         |
| 2.ª ronda        | Al-Sadd              | 2–2         | 2–1         |
| Cuartos de final | Al-Hilal             | 2–2         | 1–4         |
| 2016             |                      |             |             |
| Fase de grupos   | Zob Ahan             | 0–1         | 0–0         |
| Fase de grupos   | Al-Nassr             | 4–0         | 1–1         |
| Fase de grupos   | Bunyodkor            | 0–0         | 0–2         |
| 2.ª ronda        | El-Jaish             | 0–4         | 4–2         |
| 2017             |                      |             |             |
| Fase de grupos   | Al-Jazira            | 3–0         | 3–1         |
| Fase de grupos   | Al-Fateh             | 4–1         | 2–2         |
| Fase de grupos   | Esteghlal Khuzestan  | 2–1         | 1–1         |
| 2.ª ronda        | Persépolis           | 0–1         | 0–0         |
| 2018             |                      |             |             |
| Fase de grupos   | Zob Ahan             | 3–1         | 1–0         |
| Fase de grupos   | Lokomotiv Tashkent   | 3–2         | 2–1         |
| Fase de grupos   | Al-Wahda             | 1–0         | 3–2         |
| 2.ª ronda        | Al-Ain               | 4–1         | 4–2         |
| Cuartos de final | Persépolis           | 1–0         | 1–3         |
| 2019             |                      |             |             |
| Fase de grupos   | Al-Hilal             | 2–2         | 1–3         |
| Fase de grupos   | Al-Ain               | 2–2         | 2–0         |
| Fase de grupos   | Esteghlal Tehran     | 3–0         | 1–1         |
| 2.ª ronda        | Al-Sadd              | 1–1         | 1–3         |
| 2020             |                      |             |             |
| Fase de grupos   | Persépolis           | 2–0         | 1–0         |
| Fase de grupos   | Al-Taawoun           | 0–1         | 0–2         |
| Fase de grupos   | Sarja FC             | 2–1         | 2–4         |
| 2021             |                      |             |             |
| Fase de grupos   | Al-Shorta            | 2–0         | 1–2         |
| Fase de grupos   | Al-Ahli              | 1–1         | 1–1         |
| Fase de grupos   | Esteghlal Tehran     | 4–3         | 2–2         |
| 2022             |                      |             |             |
| Fase de grupos   | Al-Taawoun           | 1–2         | 4–3         |
| Fase de grupos   | Sepahan SC           | 5–2         | 1–0         |
| Fase de grupos   | Pajtakor Tashkent    | 3–2         | 3–0         |
| 2.ª ronda        | Al-Rayyan            | 1–1 (7–6 p) | 1–1 (7–6 p) |
| Cuartos de final | Al-Shabab            | 2–1         | 2–1         |
| Semifinales      | Al-Hilal             | 0–7         | 0–7         |
| 2023/24          |                      |             |             |
| Fase de grupos   | FC Istiklol          | 2–0         | 0–0         |
| Fase de grupos   | Persépolis           | 2–1         | 0–1         |
| Fase de grupos   | Al-Nassr             | 3–4         | 2–3         |

### Récord Asiático
| Torneo               | J  | G | E | P  | GF | GC |
| -------------------- | -- | - | - | -- | -- | -- |
| AFC Champions League | 22 | 8 | 4 | 10 | 24 | 34 |
| Total                | 22 | 8 | 4 | 10 | 24 | 34 |

## Jugadores destacados
| - Mousa Al Allaq - Fawaz Al Khater - Adel Lami - Baba Malick - Khalid Muftah - Ali Nasser - Mohammed Razak - Hussain Ali Shehab - Nashat Akram - Jon Kwang-Ik - Nam Tae-Hee - Jasur Hasanov | - Dame Traoré - Adel Habib Beldi - Karim Boudiaf - Madjid Bougherra - Moumouni Dagano - Kanga Akalé - Aruna Dindane - Bakari Koné - Anouar Diba - Amine Lecomte - Abdeslam Ouaddou |

### Récords y estadísticas
Actualizado a 4 de abril de 2012.

Partidos y goles sólo en QSL
| Lekhwiya |               |          |
| #        | Jugador       | Partidos |
| 1        | Karim Boudiaf | 38       |
| 2        | Dame Traoré   | 37       |
| 3        | Baba Malick   | 37       |
| 4        | Luiz Ceará    | 36       |
| 5        | Hussain Ali   | 35       |

| Lekhwiya |                |       |
| #        | Jugador        | Goles |
| 1        | Bakari Koné    | 13    |
| 2        | Mohammed Razak | 12    |
| 3        | Dame Traoré    | 7     |
| 4        | Nam Tae-Hee    | 5     |
| 5        | Jasur Hasanov  | 5     |

## Gerencia
- Propietario:  Sheikh Tamim al Thani
- Presidente:  Sheikh Abdullah al Thani
- Secretario General:  Bilal Waleed Al Hitmi
- Gerente Deportivo:  Faraj Saleh al-Marri
- Vocero:  Adnan Al Ali
- Relaciones Públicas:  Mubarak Al Mutawa
- Coordinador:  Mohammed Bashir Al Sulaiti

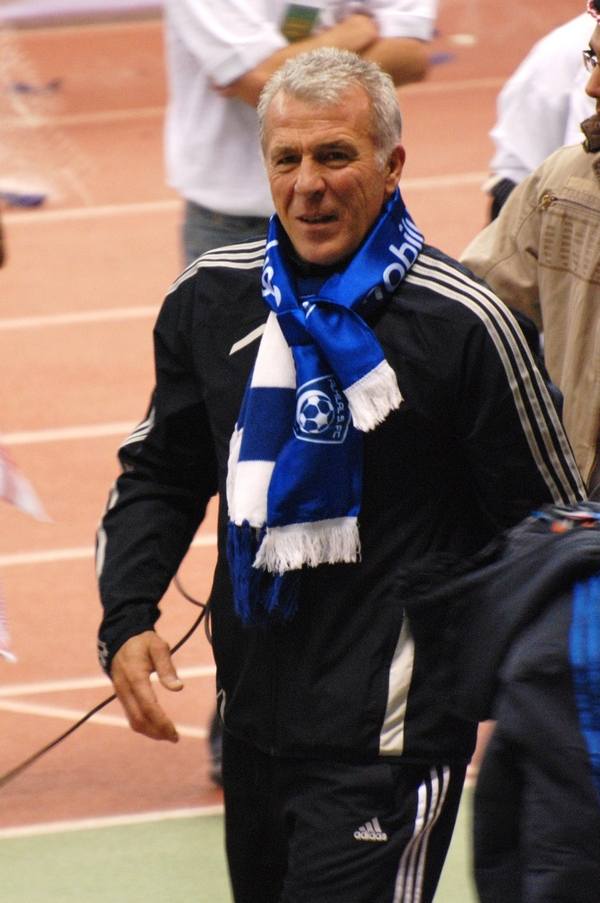
Eric Gerets dirigió al Lekhwiya entre 2012 y 2014.

- Director deportivo:  walid bakhit al ali